# Люнет

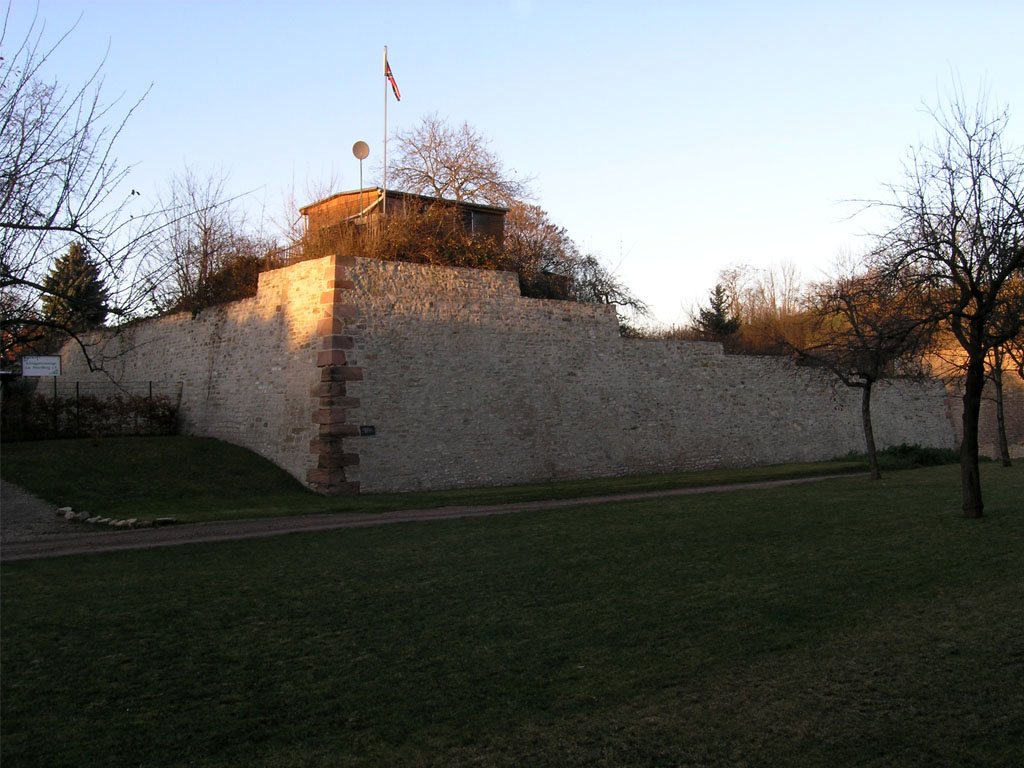
Люнет цитаделі «Петерсбург» в Ерфурті (1708)

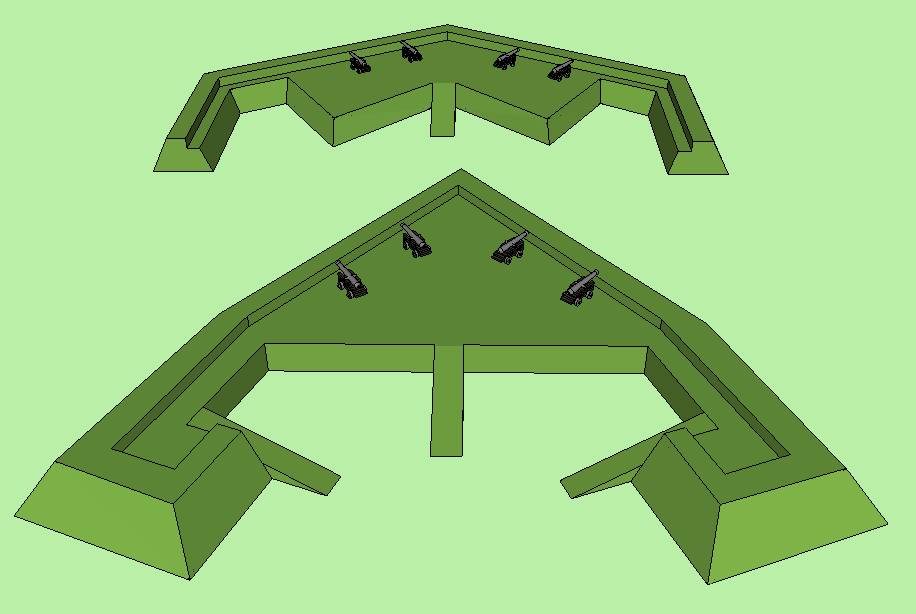
Два види люнетів

Люне́т (фр. lunnette, букв. — «маленький місяць») — польова фортифікаційна споруда, що складалася з 1–2 фасів та 2 фланків і відкрита з тилу.